# Jawornica (województwo śląskie)

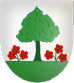
Nieoficjalny herb wsi Jawornica

Jawornica (niem. Jawornitz) – wieś w Polsce położona w województwie śląskim, w powiecie lublinieckim, w gminie Kochanowice.
| SIMC    | Nazwa     | Rodzaj    |
| ------- | --------- | --------- |
| 0134634 | Cegielnia | część wsi |
| 0134640 | Kolonia   | część wsi |

W latach 1975–1998 miejscowość administracyjnie należała do województwa częstochowskiego.
Od końca XVIII w. wieś posiadała własną pieczęć gminną, na której wizerunku przedstawiono  jawor pośrodku, po jego obu stronach po trzy kwiatki.
W miejscowości znajdują się:
- Szkoła Filialna oraz Gminne Centrum Kultury i Informacji
- kościół św. Stanisława Biskupa i Męczennika[8]
- Zakład Ochrony Środowiska "Hydrotech"
- głaz o wadze ok. 3 ton z wyrytymi dwoma krzyżami w XIX wieku[9]
- szczątki zespołu dworsko-pałacowego z 1867 roku[9]

Najdłuższą ulicą w Jawornicy jest ulica Wiejska.